# Catherine Elisabeth Vicat
Cathérine Élisabeth Vicat, née de Curtas en 1712 à Lausanne où elle est décédée le 3 mai 1772, est une naturaliste suisse. Elle apporte une contribution cruciale au développement de l'apiculture moderne dans les années 1760. En tant qu'une des rares apicultrices du siècle des Lumières, elle a laissé des traces écrites à travers ses articles et sa correspondance, mais aussi via des mentions de ses apports dans de nombreuses publications de la fin du XVIIIe siècle et du début du XIXe siècle.

## Biographie

### Origines et formation
La vie de Catherine Vicat se déroule pendant l'occupation du canton de Vaud par la ville de Berne (1536-1798). À cette époque, le canton de Vaud est connu sous le nom de région du Welschbern contrairement à la Deutschbern, qui était composée des régions du canton de Berne et du canton d'Argovie. Le père de Catherine Vicat, Jean-Pierre de Curtas, travaille comme notaire et est gouverneur de Montheron, un hameau situé à quelques kilomètres au nord de Lausanne sur le lac Léman. En 1741, elle épouse Béat-Philippe Vicat (1715-1770), qui devient la même année professeur de droit à l'Académie de Lausanne et occupera cette chaire jusqu'à sa mort. Parfois, il tient également le rôle de recteur de l'Académie. Le couple vit dans une maison avec son propre jardin à Lausanne et évolue dans les cercles instruits et supérieurs de la société urbaine. Leur fils Philippe-Rodolphe (1742-1783) devient plus tard médecin à Lausanne et à Payerne. Par ailleurs, il travaille pendant plusieurs années comme assistant scientifique, copiste et compilateur d'index pour le mathématicien Albrecht von Haller.

### Recherche apicole
Le 9 juin 1761, Cathérine Vicat achète sa première ruche en panier de paille, qu'elle dépose dans son jardin. Au cours des années suivantes, elle acquiert des colonies d'abeilles supplémentaires. Elle commence à les étudier en détail, à réaliser des expériences et à travailler à une meilleure construction des ruches. La démarche de Catherine Vicat correspond aux critères scientifiques de l'époque. En plus des ruches de son jardin, elle fait construire un rucher à Aigle, au sud-est du lac Léman. Elle prend des notes détaillées de ses observations et de ses expériences. Lorsqu'elle ne peut pas être présente elle-même, elle charge un jeune agriculteur d'observer ses abeilles. Elle fait appel à un menuisier pour construire des nouvelles ruches et collabore régulièrement avec d'autres apiculteurs de la région lausannoise pour partager leurs expériences. 
Catherine Vicat publie ses résultats en 1764 et 1769 sous la forme de trois articles dans les traités de la Société économique de Berne (OGG). Elle fait envoyer les textes correspondants à Berne, à environ 80 kilomètres à vol d'oiseau, par le curé Jacques Antoine Henri Deleuze — qui fait office de secrétaire de l'antenne de l'OGG de Lausanne. Dans ses recherches, elle s'appuie principalement sur le cinquième volume des Mémoires pour servir à l'histoire naturelle des insectes de René-Antoine Ferchault de Réaumur, qu'elle cite fréquemment, ainsi que sur les travaux de Guillaume Louis Formanoir de Palteau (1712-1785) et Giacomo Filippo Maraldi.
Catherine Vicat est considérée comme une pionnière de l'utilisation des ruches. Bien que ce système ait déjà été développé en 1677 par l'Anglais John Gedde (1647-1697), seules les améliorations apportées par Catherine Vicat au milieu du XVIIIe siècle ont fait la différence. Elle développe des ruches extensibles horizontalement qui peuvent être agrandies latéralement pendant les mois d'été. Elle place également les ruches sur des cadres en bois à ouvertures latérales, avec un seul module comportant chacune deux nervures croisées 28 × 13 centimètres de taille. Afin de mieux observer les essaims, elle fait également vitrer partiellement des ruches. Pour la construction des ruches, Catherine Vicat expérimente différentes essences de bois. Elle préfère les essences de bois plus tendres et donc plus chaudes pour faciliter l’hivernage des abeilles. À la suite de ses recherches, elle utilise donc du bois de sapin à la place du chêne. 
Catherine Vicat se penche de manière intensive sur les parasites de la ruche, tels que les poux et les teignes de la cire, et sur les moyens de les combattre. Elle recommande de saupoudrer les abeilles avec de fines cendres de tabac marocain comme remède efficace contre l'infestation par les poux,. Parallèlement, elle expérimente différentes manières de construire les ruches afin de prévenir dès le départ les infestations de parasites.

### Recherches annexes
Outre les abeilles, Catherine Vicat traite de nombreux autres sujets liés à l'agronomie. Par exemple, en juillet 1763, elle rapporte à l'OGG sa découverte d'une sablière avec de la terre à foulon particulièrement qualitative, un type d'argile riche en smectite. 
Au cours de l'été 1764, elle présente des suggestions pour une production plus efficace de linge et d'étoupe. En 1765, elle envoie à l'entreprise les racines de deux cultures chinoises (Cien Hoa et Betone) pour une évaluation plus approfondie. Elle s'intéresse également à l'élevage du ver à soie, à la reproduction des pigeons et à l'ontogenèse du poulet domestique. Concernant les questions sur la fécondation et l'incubation des œufs de poule et sur la formation du cœur, elle collabore avec Albrecht von Haller.

## Distinctions
Bien qu'elle soit à l'époque une exception en tant que femme de recherche dans les sciences naturelles, Catherine Vicat jouit d'une grande reconnaissance. Elle établit un réseau étroit de contacts scientifiques en Allemagne et à l'étranger. Par ailleurs, ses collègues masculins louent ses expériences, ses résultats de recherche et ses conclusions. Le respect académique qui lui est témoigné se reflète également dans ses adhésions et membres honoraires à plusieurs sociétés savantes internationales.

L'apiculteur britannique Thomas Wildman (1734-1781) de Plymouth, par exemple, était extrêmement enthousiaste. Dans son traité Un traité sur la conduite des abeilles, publié en 1768, il qualifie d'abord Catherine Vicat de « dame très ingénieuse » et note plus tard dans le texte qu'elle avait « déjà été si méritée louée ». De plus, il note :

« Keine Person verdient in diesem Artikel grössere Belobigung, als ihr gebührt. Ich bin sehr froh, in unseren Bemühungen, das Leben dieser fleissigen Insekten zu schützen, solch scharfsinnige Kollegen zu haben wie diese Dame […]; und ich bin nicht wenig stolz auf die Ähnlichkeit unserer Ansichten und der Methoden, die wir anwenden. »

Des formulations similaires peuvent être trouvées dans une encyclopédie agricole britannique publiée en 1769, dans laquelle Catherine Vicat est également décrit comme une « dame très astucieuse » avec « des observations très perspicaces ».  Le pasteur allemand Adam Gottlob Schirach (1724-1773) – connu dans ses dernières années comme le « père saxon des abeilles »  – mentionne dans une lettre de 1771 « l’imaginative et érudite Mme Vicat, qui est déjà si célèbre pour son excellent travail sur les abeilles ». Son compatriote Jonas de Gélieu (1740-1827), qui fut pasteur à Lignières dans le canton de Neuchâtel, notait en 1770 qu'elle « mérite une place exceptionnelle parmi les naturalistes suisses ». 
Hormis la remarque de Gélieu, on ne sait pas vraiment dans quelle mesure les réalisations de Catherine Vicat sont reconnues dans son propre pays, notamment de la part du chercheur sur les abeilles François Huber (1750-1831), qui a travaillé dans la même région. Dans une publication des associations apicoles nationales du Nord-Wurtemberg, du Nord-Bade, du Sud-Wurtemberg, du Sud-Bade et de Rhénanie-Palatinat de 1958, il est mentionné que Huber a reçu « ses premières idées pour traiter les questions liées aux abeilles dans les écrits de Madame Vicat. ».  Ceci est contredit par la déclaration de l'historienne Barbara Braun-Bucher, qui concluait en 2009 que les œuvres de Vicat étaient "complètement inconnues" de Huber "dès 1791".

## Adhésions
- Société électorale-saxonne physico-économique des abeilles de Haute-Lusace - membre honoraire en 1767[13].  et, sur proposition de Niklaus Emanuel Tscharner, acceptée comme membre à part entière en juillet 1769 "en raison de leurs travaux sur la multiplication des essaims d'abeilles"[14].
- Société royale de Dublin
- Société économique de Bienne
- Société économique bernoise – membre de la section lausannoise et membre honoraire de la maison mère en 1764

## Publications
- Cathérine Elisabeth Vicat : Observations sur les abeilles, les fausses teignes et les poux. Dans : Mémoires et observations recueillies par la Société œéconomique de Berne. 1764, volume 1, pages 93-146.
  - Notes sur les abeilles, les faux papillons et les poux. Dans : Traités et observations recueillis par la Société économique de Berne. 1764, vol. 1, p. 79-126.
- Cathérine Elisabeth Vicat : Observations sur les mauvais effets du miel grené et sur les fausses teignes. Dans : Mémoires et observations recueillies par la Société œéconomique de Berne. 1764, vol. 4, p. 109-137.
  - Notes sur les effets néfastes du miel granulé et sur les faux papillons. Dans : Traités et observations recueillis par la Société économique de Berne. 1764, vol. 4, p. 99-118.
- Cathérine Elisabeth Vicat : Expériences dans un nouveau monde de multiplicateur les abeilles. Dans : Mémoires et observations recueillies par la Société œéconomique de Berne. 1769, tome 2, pages 81 à 94. (trad. tout. 1771)
  - Tentatives d'un nouveau moyen d'augmenter les essaims d'abeilles. Dans : Traités et observations recueillis par la Société économique de Berne. 1769, vol. 2, pages 93-108.